# Gustav Abel (Filmarchitekt)
Gustav Abel (* 25. Jänner 1902 in Wien; † 2. Juni 1963 ebenda) war ein österreichischer Filmarchitekt und Bühnenbildner. Er schuf Bauten für insgesamt 226 Filmproduktionen.

## Leben
Abel studierte zunächst von 1917 bis 1922 an der Kunstgewerbeschule in Wien bei Josef Hoffmann, Oskar Strnad und Carl Witzmann. Im Anschluss war er mehrere Jahre als Ausstattungsassistent in Wien, Berlin und Prag tätig. 1937 übersiedelte er nach Rom und trat in den Dienst der Filmproduktion Scalera. Bis 1943 war er als Filmarchitekt an 22 Großproduktionen beteiligt, darunter Tosca, Kapitän Tempesta und Die Glasbrücke. Bei dem Spielfilm Der Regenbogen führte er auch Regie.
1944 kehrte er nach Wien zurück und übernahm bis 1955 einen Lehrauftrag für das Fach Filmbildkunde an der Akademie der bildenden Künste. Parallel dazu entstanden die Bauten für eine Reihe österreichischer Spielfilme.
Er wurde am Friedhof der Feuerhalle Simmering beigesetzt. Das Grab ist bereits aufgelassen.

## Filmografie
- 1925: Das Spielzeug von Paris
- 1926: Der Rastelbinder
- 1939: Le sorprese del divorzio
- 1939: Papà per una notte
- 1939: Il socio invisibile
- 1940: Il ponte di vetro
- 1940: Il signore della taverna
- 1940: Il ponte dei sospiri
- 1940: Lucrezia Borgia
- 1941: La Tosca
- 1941: La compagnia della teppa
- 1941: Il bravo di Venezia
- 1941: È caduta una donna
- 1942: Capitan Tempesta
- 1942: Karawane
- 1942: Tragica notte
- 1942: Il leone di Damasco
- 1942: Arriviamo noi!
- 1942: Perdizione
- 1942: I due Foscari
- 1943: Sant’Elena, piccola isola
- 1944/47: Liebe nach Noten
- 1946: Glaube an mich
- 1948: Die Verjüngungskur
- 1948: Verlorenes Rennen
- 1949: Liebling der Welt
- 1949: Märchen vom Glück
- 1950: Das vierte Gebot
- 1950: Auf der Alm, da gibt’s koa Sünd
- 1951: Der fidele Bauer
- 1951: Valentins Sündenfall
- 1952: Wir werden das Kind schon schaukeln (Schäm dich, Brigitte)
- 1952: Die Wirtin von Maria Wörth
- 1953: Der Bauernrebell
- 1953: Der Verschwender
- 1953: Die Todesarena
- 1954: Der erste Kuß